# 麴嘉
麴嘉（5世纪？—523年），字灵凤，金城郡榆中人。為高昌國的君主，屬麴氏高昌之列，是麴氏高昌的开国君主，他於501年至525年在位，凡24年，是王莽時期西遷的漢人後代。年号有承平及義熙，死后谥号为昭武王。
马儒为高昌王时，麴嘉任长史。499年（一说497年），马儒被杀，国人立麴嘉为王。他向柔然那盖可汗称臣。应迁居焉耆的车师前部众所请，以次子为王治理焉耆。508年，派兄子麴孝亮至北魏，求内迁，请军迎援。后因失期不赴，没有成功。柔然可汗伏图被高车王弥俄突所杀后，又臣属于高车。还是经常与北魏联系，多次进献珠像、白黑貂裘、名马、513年，北魏封他为平西将军、瓜州刺史、泰临县开国伯，仍称高昌王如故。520年，接见北魏使臣假员外将军赵义，从此朝贡不绝。后派使者奉表，求朝廷借五经、诸史，并请国子助教刘奕为博士，获得允准。523年，去世，北魏追封他为镇西将军、凉州刺史。

## 親屬
- 兄麴沖
- 長子麴光
- 子麴子坚
- 第五子麴子韑[2]